# Serrat de la Gessera (el Pont de Suert)
El Serrat de la Gessera («La Txessera» en català ribagorçà) és un serrat de l'Alta Ribagorça que fa de termenal entre els antics termes del Pont de Suert i de Llesp, tots dos integrats des del 1970 en el municipi actual del Pont de Suert. És a prop i al nord-est del Pont de Suert, i té el seu cim a 1.076,3 m. alt. Passa per aquest serrat el camí del Pont de Suert a Gotarta. Està delimitat a ponent pel barranc de l'Oratori, i a llevant l'Obaga de Piquer.